# Myotis septentrionalis
Myotis septentrionalis is een zoogdier uit de familie van de gladneuzen (Vespertilionidae). De wetenschappelijke naam van de soort werd voor het eerst geldig gepubliceerd door Trouessart in 1897.

## Voorkomen
De soort komt voor in het centrum en zuidoosten van Canada en in het oosten van de Verenigde Staten.